# Магри
Ма́гри — курортный микрорайон в Лазаревском районе муниципального образования«город-курорт Сочи» в Краснодарском крае. Является самым северным микрорайоном Большого Сочи.

## География

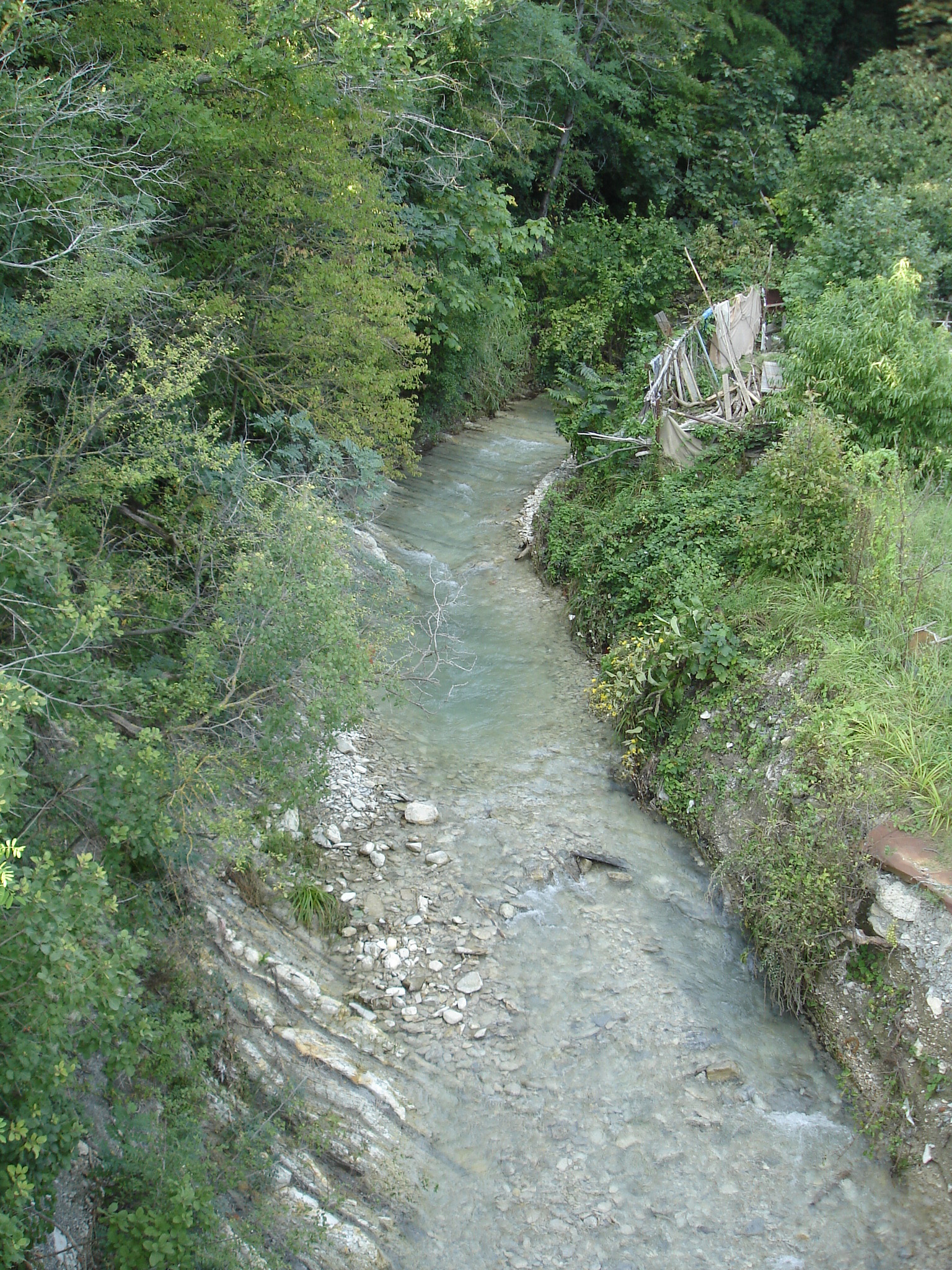
Река Магри в пределах одноимённого посёлка

Посёлок находится у побережья Чёрного моря, в устье одноимённой реки Магри. Расположен в 20 км к северо-западу от районного центра — Лазаревское, в 10 км на юго-восток от Туапсе, в 70 км от Центрального Сочи и в 128 км к югу от города Краснодар (по прямой). С этого микрорайона и начинается сам город-курорт Сочи, являясь своеобразными воротами в самый крупный курорт России и самый длинный город Европы — Сочи.
Через посёлок проходят федеральная автотрасса А-147 «Джубга-Адлер» и железнодорожная ветка Северо-Кавказской железной дороги. В пределах посёлка расположена остановочная платформа Магри.
Граничит с землями населённых пунктов: Шепси на северо-западе и Вишнёвка на юго-востоке.
Магри расположен в узкой низменной долине в предгорной зоне Черноморского побережья. Средние высоты на территории посёлка составляют 45 метров над уровнем моря. Абсолютные высоты в окрестностях достигают 300 метров над уровнем моря.
Гидрографическая сеть представлена в основном рекой Магри и родниковыми ручьями несущими свои воды прямо в Чёрное море. В верховьях реки расположены пороги и каскады.
Климат влажный субтропический. Через Магри проходит и официальная граница субтропического климата. Среднегодовая температура воздуха по данным с 1991 по 2020 год составляет +13,1°С, со средними температурами июля +22,5°С и средними температурами января около +4,8°С. Климат в микрорайоне очень похож на климат Лазаревского, но в Магри обычно на 1,5°С холоднее. Если же сравнить с климатом Туапсе, то в Туапсе летом на 2°С теплее, а зимой на 0,5°С теплее (однако минимумы температур в Магри заметно теплее и Магри находится на границе зоны USDA 9a/8б, что позволяет выращивать пальмы). Среднегодовое количество осадков составляет около 1350 мм. Основная часть осадков выпадает в зимний период. 

## История
Легенда гласит, что в конце XIX века в данной местности на берегу моря, была построена двухэтажная дача с большим садом и парком субтропических растений, принадлежащих семейству Поляковых. На открытие дачи владелец пригласил супругу и четверых детей. Название дачи придумали дети, взяв часть имени матери (Мария) и отца (Григорий).
Данная легенда подтверждается тем, что в списках землевладельцев за 1910 год числятся землевладения Полякова Григория Александровича (16,5 и 13,5 десятин) и землевладение Полякова Григория и Ивана Александровичей (17 десятин).
Дата основания поселка под именем «Магри» точно не выявлена.
В 1923 году село Магри был включён в состав Макопсинского сельсовета Туапсинского района Северо-Кавказского края.
22 мая 1935 года село Магри был передан в состав Шапсугского национального района. В 1945 году Шапсугский район был реорганизован и переименован в Лазаревский.
С 26 декабря 1962 года по 12 января 1965 года село числилось в составе Туапсинского сельского района Краснодарского края.
13 января 1965 года село Магри включено в состав города-курорта Сочи, с присвоением населённому пункту статуса внутригородского микрорайона.
На сегодняшний день посёлок разделён на два района (собственно Магри и Хутор) между которыми проходит главная улица посёлка — Магринская. К югу от посёлка расположен военный городок.

## Курорты
Наиболее крупными местами отдыха в посёлке являются — ФКУ ЦМПР «Магри» и База отдыха «Лунная Поляна». Также на территории посёлка расположены несколько гостиниц.

## Экономика
Важную роль в экономике посёлка играет его удачное географическое местоположение между двумя курортными районами — Сочи и Туапсе. Наиболее развитыми отраслями экономики как и в целом по району являются туризм и садоводство.

## Русская Православная церковь
При выезде из посёлка в сторону посёлка Вишнёвка, находится часовня в честь Смоленской иконы Божьей матери «Одигитрия».

## Улицы
Главной улицей микрорайона является улица Магринская, по которой проходит федеральная автотрасса А-147.

| Братская |

| ДОС |

| Магринская |